# Taghzout (El Oued)
Pour les articles homonymes, voir Taghzout.
 (octobre 2010).
Si vous disposez d'ouvrages ou d'articles de référence ou si vous connaissez des sites web de qualité traitant du thème abordé ici, merci de compléter l'article en donnant les références utiles à sa vérifiabilité et en les liant à la section « Notes et références ».
Taghzout est une commune de la wilaya d'El Oued en Algérie.

## Géographie

### Situation
Taghzout se situe à 14 km au nord d'El Oued sur la route nationale N°48, reliant de Biskra à El Oued.
Le territoire de la commune de Taghzout est situé au nord-ouest de la wilaya.
| Reguiba                   | Reguiba  | Guemar            |
| Taïbet (Wilaya d'Ouargla) | Taghzout | Hassani Abdelkrim |
| Ourmas                    | Ourmas   | Kouinine          |

### Climat
Le climat est semi-aride de nature mais avec accroissements des terres irriguées; l'évapotranspiration a participé à la fraicheur et l'adoucissement de l'air. C'est un nouveau microclimat qui domine maintenant la région de Taghzout et Bagouza[réf. nécessaire].

### Localités de la commune
La commune de Taghzout est composée de sept localités : centre de commune, Begouzza, Boubydha, Ben djrour, Cherq el djarre, Ghareb el djarre.

## Histoire
Taghzout est une ancienne cité parmi les très anciennes agglomérations[Lesquelles ?] connues dans toute la région de Souf. Elle a été occupée par les Berbères, les Arabes et les Ottomans.

## Toponymie
Taghzout en berbère signifie la dépression ou la cuvette remplie de palmeraies (oasis).

## Économie
L'agriculture est le secteur économique dominant, mais aussi, un secteur d'investissement très fertile ; il a attire beaucoup d'investisseurs même en dehors de la commune.
Avec la contribution des autres communes, la wilaya d'El Oued a pris la première position des wilaya productrices et exportatrices de pomme de terre à l'échelle nationale.